# 奧科皮 (喬爾特基夫區)
48°32′30″N 26°25′44″E / 48.54167°N 26.42889°E

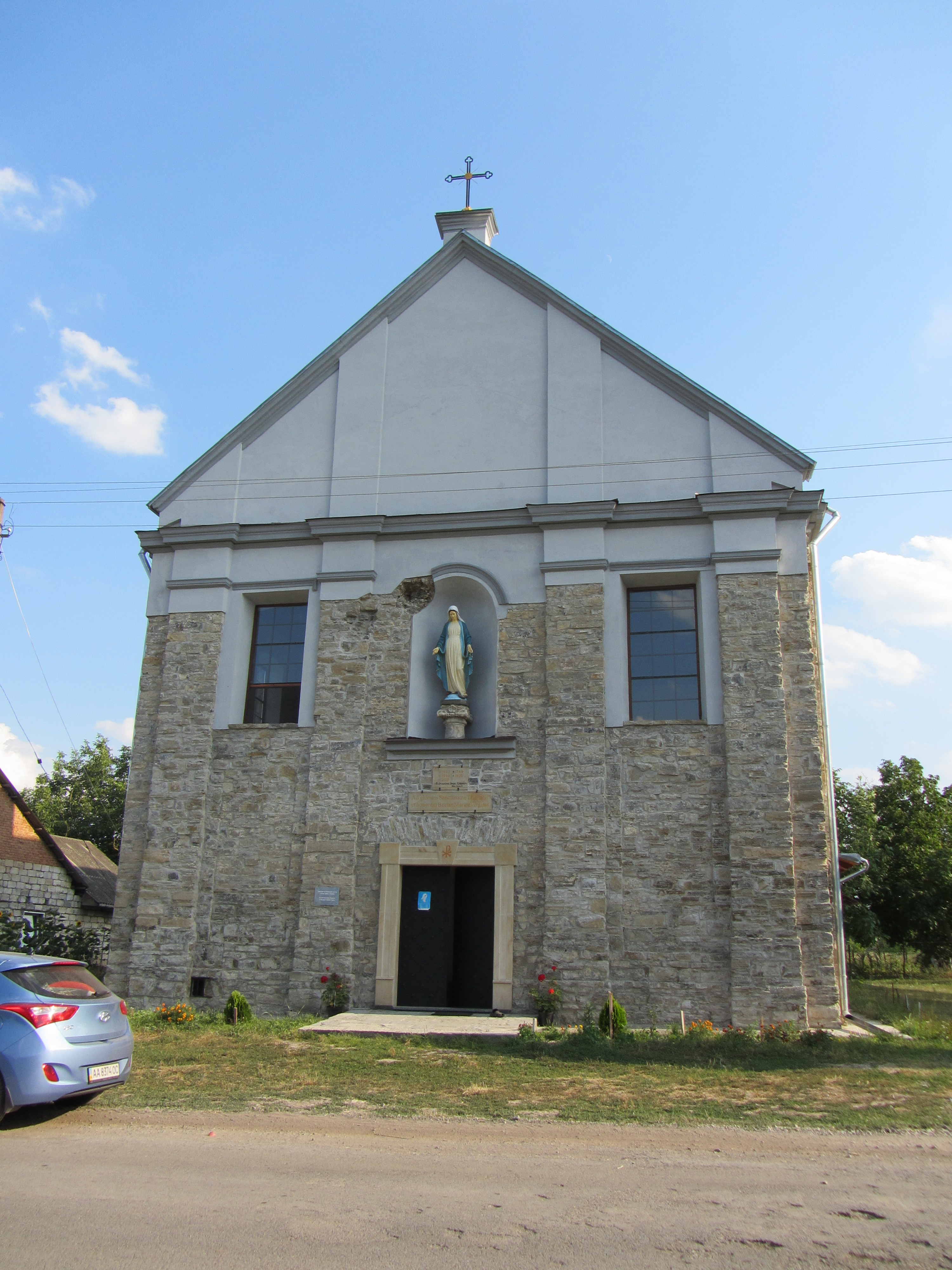
奧科皮

奧科皮（烏克蘭語：Окопи）是烏克蘭的村落，位於該國西部捷爾諾波爾州，由喬爾特基夫區負責管轄，始建於1692年，面積1.54平方公里，海拔高度149米，2001年人口557。